# Гольмайо
Гольмайо (ісп. Golmayo) — муніципалітет в Іспанії, у складі автономної спільноти Кастилія-і-Леон, у провінції Сорія. Населення — 2065 осіб (2010).
Муніципалітет розташований на відстані близько 190 км на північний схід від Мадрида, 9 км на схід від Сорії.
На території муніципалітету розташовані такі населені пункти: (дані про населення за 2010 рік)
- Кампараньйон: 29 осіб
- Карбонера-де-Френтес: 54 особи
- Ла-Куенка: 15 осіб
- Лас-Фрагуас: 14 осіб
- Фуентетоба: 384 особи
- Гольмайо: 1464 особи
- Ла-Мальйона: 4 особи
- Ла-Муела: 7 осіб
- Нафрія-ла-Льяна: 25 осіб
- Нодало: 11 осіб
- Вільябуена: 58 осіб

## Демографія
Динаміка населення (INE ):

## Галерея зображень

Розташування муніципалітету Гольмайо